# دیگامبارا

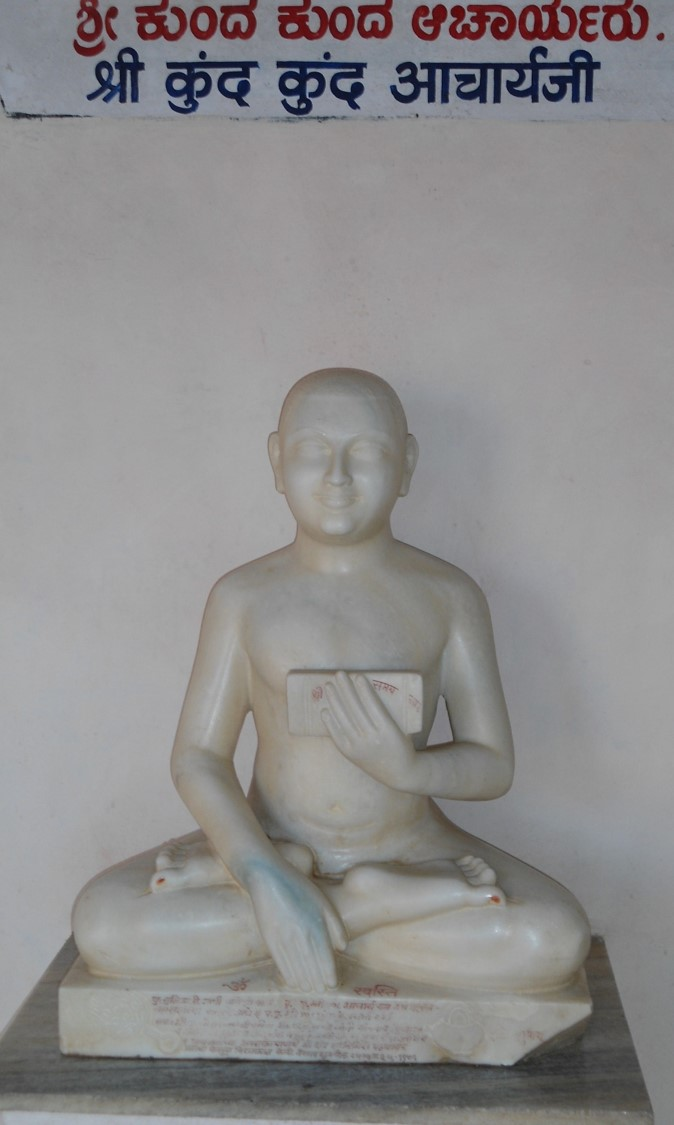

دیگامباراها (آسمان‌جل‌ها) معتقدند اشراق زمانی حاصل می‌شود که همۀ تعلقات از‌جمله لباس‌ها دور ریخته شده باشند و زمانی که روح در بدن مردی متولد شود